# Tepeji del Río de Ocampo (kommun)
Tepeji del Río de Ocampo är en kommun i Mexiko.   Den ligger i delstaten Hidalgo, i den sydöstra delen av landet, 60 km norr om huvudstaden Mexico City.
Följande samhällen finns i Tepeji del Río de Ocampo:
- Tepeji del Río de Ocampo
- Tianguistengo
- Santiago Tlautla
- Santiago Tlapanaloya
- Cantera de Villagrán
- San Ignacio Nopala
- Unidad Obrera Habitacional CTM
- San José Piedra Gorda
- Colonia Caracol
- Benito Juárez
- El Banco
- San Mateo Buenavista
- La Estancia 1ra. Sección Santa María Magdalena
- Montecillo
- Miraflores
- El Crucero
- Dos Peñas
- Ejido de Xalpan
- Las Colonias